# Daemon
 Ikke at forveksle med Dæmon.
En daemon  er et computerprogram, der kører i baggrunden og styrer forskellige processer under computerens operativsystem. Traditionelt ender et daemonnavn på d. Eksempelvis  er syslogd en daemon, der implementerer systemlogging, og sshd er en daemon, der styrer indkomne SSH-forbindelser.
Daemons bliver også kaldt baggrundsprocesser. Begrebet kommer fra Unix/Linux verdenen. 
Etymologisk stammer "Daemon" fra det græske begreb "δαίμων" (daimôn), der beskriver en overnaturlig ånd, som er god og hjælpsom.